# That Chink at Golden Gulch
That Chink at Golden Gulch è un cortometraggio muto del 1910 diretto da David W. Griffith. Prodotto e distribuito dalla Biograph Company, il film - girato a Coytesville, New Jersey - uscì nelle sale cinematografiche USA il 10 ottobre 1910.

## Produzione
Il film fu prodotto dalla Biograph Company.

## Distribuzione
Distribuito dalla Biograph, il film - un cortometraggio di una bobina - uscì nelle sale cinematografiche statunitensi il 10 ottobre 1910.